# El bandoler
El Bandoler és una cançó composta per Lluís Llach durant el seu exili a París el 1967. La cançó parla d'un bandoler anomenat Joan Serra (conegut com La Pera).
El mateix Llach explica com va néixer aquesta cançó en la primera publicació de la cançó: 
| « | Un amic de Valls em deixà un llibre que tractava dels mossos d'esquadra i dels bandolers del segle passat, i hi vaig trobar la història del bandoler Joan Serra; el seu caràcter em va impressionar, se m'acudí una lletra i al damunt vaig posar-hi una música, procurant que tingués tants contrastos com el personatge i els canvis de veu fossin molt marcats. Així va néixer El Bandoler. | » |

El Bandoler va ser publicar per primer cop l'any 1968 pel segell discogràfic concèntric en un single amb el títol Lluís Llach, amb arranjaments i direcció musical de Francesc Burrull. Posteriorment va aparèixer en diversos LPs com ara Lluís Llach a l'Olympia (1973) i Ara, 25 anys en directe (1992)